# The Identical
The Identical es una película del 2014 dirigida por Dustin Marcellino y escrita por Howard Klausner. La película fue estrenada en cines en los Estados Unidos el 5 de septiembre de 2014.

## Elenco
- Seth Green como Dino.
  - Ian Mitchell como Dino a los 9 años.
- Ashley Judd como Louise Wade.
- Joe Pantoliano como Avi Hirshberg.
- Blake Rayne como Ryan Wade / Drexel Hemsley.
  - Noah Urrea como Ryan a los 9 años.
- Ray Liotta como Reece Wade.
- Erin Cottrell como Jenny O'Brien.
- Brian Geraghty como William Hemsley.
  - Chris Mulkey como William Hemsley mayor.
- Amanda Crew como Helen Hemsley.
- Waylon Payne como Tony Nash.
- Danny Woodburn como Damon.

## Estreno

### Críticas
En Rotten Tomatoes, la película tiene un 7%, basado en 60 críticas con una puntuación de 3,.3/10. En Metacritic, la película tiene una puntuación de 25 sobre 100, basado en 25 críticas.

### Taquilla
La película recaudó 1,6 millones de dólares en su primer fin de semana, terminando en el décimo segundo lugar en la taquilla.
La película fue retirada tras estar en tres semanas, y recaudó 2,8 millones de dólares durante su estadía en los cines.